# János Fülöp mainzi érsek
János Fülöp mainzi érsek (németül: Johann Philipp von Schönborn, Laubuseschbach, 1605. augusztus 6. – Würzburg, 1673. február 12.) mainzi érsek és egyben választófejedelem, a Würzburgi és a Wormsi egyházmegye vezetője és a  Rajnai Szövetség elnöke.

## Életútja
János Fülöp született az Eschbachi kastélyban Georg von Schönborn és Barbara von der Leyen gyermekeként. Eredetileg protestáns volt, de később áttért a katolikus hitre és a jezsuiták oktatták. Tanult Németországban, Franciaországban és Itáliában. 1621-től klerikus volt Würzburgban, 1626-ban átkerült Mainzba.

1642. szeptember 8-án Würzburg püspöke lett. Már ekkor erőteljes orientációt mutatott a franciák felé és ellene volt a Habsburgoknak, akik a német császári címre pályáztak és abszolút módon igyekeztek kormányozni.
1647. november 19-én lett mainzi érsek, s ezzel mint választófejedelemmé emelkedett, így komolyan tudta befolyásolni a császárválasztást. Más Habsburgokkal szemben álló észak-német fejedelmekkel együtt nyíltan a francia király XIV. Lajos oldalán álltak, akinek országa a Habsburg Birodalom esküdt ellensége volt már több mint egy évszázada.
Az érsek ugyanakkor a török elleni háborúra is figyelmet szentelt, noha a franciák török-barát politikát folytattak. Így amikor 1657-ben Erdélyt török támadás érte, egy évvel később létrehozta más német fejedelmekkel és hercegekkel, valamint a svéd királlyal az első Rajnai Szövetséget, amely a török és a Habsburgok ellen született. Kinyilvánította, hogy a török háborút a maga ügyének is tekinti, s csak akkor hajlandó voksát adni I. Lipót osztrák császárra a német-római császárválasztáson, amennyiben segítséget ad II. Rákóczi Györgynek. Lipót ígéretet tett erre és megválasztották császárrá, de miután ez megtörtént, közölte IV. Mehmed szultánnal, hogy nem kívánkozik beavatkozni a török-erdélyi konfliktusba.
1663-ban az érsek megkapta a wormsi püspökség vezetését. Ebben az évben a törökök az erdélyiek után a magyarok és az osztrákok ellen folytatták a háborújukat. Zrínyi Miklós horvát bán, Nádasdy Ferenc országbíró, és Wesselényi Ferenc nádor Regensburgba küldöttséget menesztettek, amely találkozott az érsekkel. János Fülöp megígérte, hogy csapatokat küld Magyarországra. A több mint 7 ezer fős rajnai sereg rövidesen megérkezett és aktívan részt vett a török elleni háborúban.
Az érseket mélységesen felháborította a vasvári béke, s titokban támogatást ígért a Habsburgok ellen Zrínyi Miklósnak, majd Wesselényi Ferencnek is.
1673-ban halt meg Würzburgban, s a Mainzi katedrálisban helyezték örök nyugalomra.

## Képgaléria

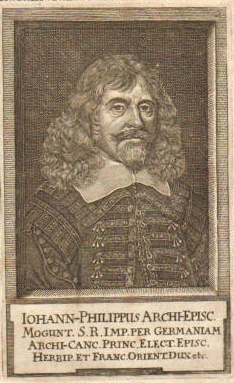
Johann Philipp von Schönborn
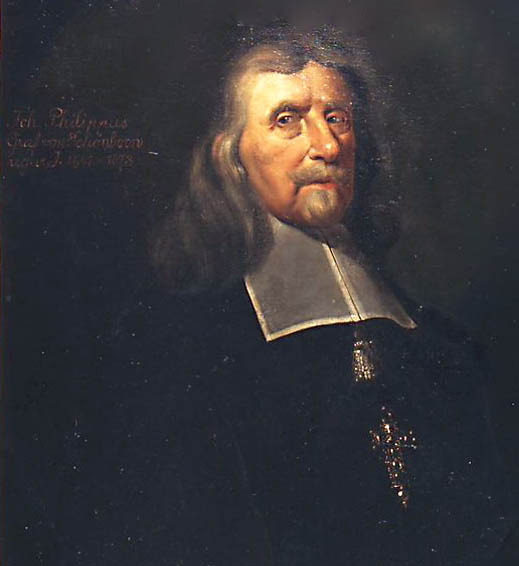
Mainz érseke és a Rajnai Szövetség vezetője
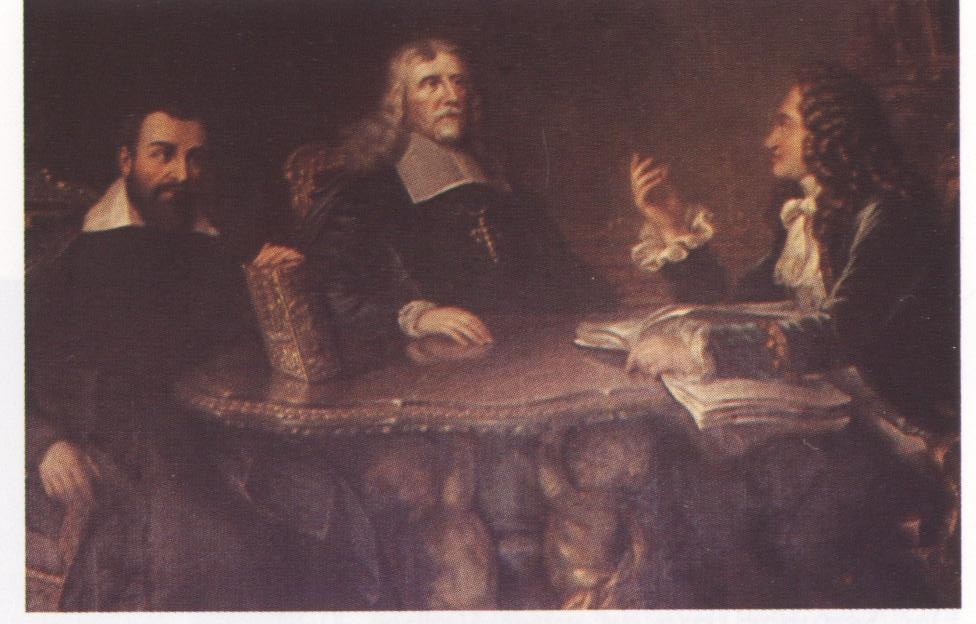
János Fülöp érsek Bartholomäus Holzhauser és II. Károly angol király társaságában